# Didier Kiki
Didier Kiki (* 30. November 1995 in Porto-Novo) ist ein beninischer Leichtathlet, der sich auf den Sprint spezialisiert hat.

## Sportliche Laufbahn
Erste internationale Erfahrungen sammelte Didier Kiki im Jahr 2013, als er bei den Weltmeisterschaften in Moskau mit 22,01 s in der ersten Runde im 200-Meter-Lauf ausschied. Im Jahr darauf schied er bei den Afrikameisterschaften in Marrakesch mit 10,96 s und 22,14 s jeweils im Vorlauf über 100 und 200 Meter aus. 2016 schied er bei den Afrikameisterschaften in Durban mit 11,25 s im Halbfinale im 100-Meter-Lauf aus und anschließend nahm er dank einer Wildcard an den Olympischen Sommerspielen in Rio de Janeiro teil und schied dort mit 22,27 s in der ersten Runde aus. 2018 kam er bei den Afrikameisterschaften in Asaba mit 11,03 s und 22,38 s jeweils im Vorlauf über 100 und 200 Meter hinaus und 2021 schied er bei den Olympischen Sommerspielen in Tokio mit 10,69 s in der Vorausscheidungsrunde über 100 Meter aus. Im Jahr darauf kam er bei den Afrikameisterschaften in Port Louis mit 10,73 s und 22,34 s jeweils im Vorlauf über 100 und 200 Meter aus. Auch bei den Islamic Solidarity Games in Konya schied er mit 10,87 s und 22,24 s jeweils im Vorlauf aus und verpasste mit der beninischen 4-mal-100-Meter-Staffel mit 40,78 s den Finaleinzug. 2024 schied er bei den Afrikaspielen in Accra mit 10,97 s in der ersten Runde über 100 Meter aus und im Juni schied er bei den Afrikameisterschaften in Douala mit 10,90 s im Vorlauf über 100 Meter aus und verpasste mit der Staffel mit 42,41 s den Finaleinzug. Anschließend schied er bei den Olympischen Sommerspielen in Paris mit 10,75 s in der Vorausscheidungsrunde über 100 Meter aus.
In den Jahren 2015 und 2022 wurde Kiki beninischer Meister im 100-Meter-Lauf.

## Persönliche Bestzeiten
- 100 Meter: 10,65 s (+0,2 m/s), 24. Februar 2022 in Ijebu-Ode
- 200 Meter: 21,75 s (+0,1 m/s), 18. August 2018 in Ouagadougou